# Свортмор-коледж
Ко́ледж Сво́ртмор (англ. Swarthmore College) – приватний університет вільних мистецтв у місті Свортмор, у штаті Пенсільванія, США. Заснований у 1864 році комітетом, до якого входили представники трьох річних зборів Релігійного товариства Друзів (квакерів). На території кампуса розташовані Дендрарій Скотта та Обсерваторія Спровла, які є структурними підрозділами коледжу.
Коледж Свортмор є членом Консорціуму Трьох Коледжів і Консорціуму Квакерів, що включають Пенсільванський університет і коледжі Брін-Мар та Гаверфорд. Консорціуми дозволяють студентам вивчати предмети одночасно у всіх чотирьох освітніх закладах.
Щороку студентам пропонується вибір із 600 різних курсів у 40 академічних дисциплінах, що включають ABET-акредитовану програму інженерії, після якої студенти отримують Бакалавр Наук.
Випускники колежу включають 5 лауреатів Нобелівської Премії (третій за висотою показник у США з розрахунком на кількість випускників освітньої установи).

## Рейтинги
З 2002 по 2011 рік Свортмор посів третє місце серед усіх університетів США за пропорцією випускників, що отримали Докторську Ступінь.
У 2009, 2010, 2011 та в 2013 роках Свортмор зайняв перше місце за версією видання Прінстонський огляд у категорії Кращий коледж для інвестиції в дитину за ціною та якістю освіти.
У 2019 році в національному рейтингу коледжів США журналу Forbes коледж Свортмор посів 25 місце серед усіх ВНЗ США. .
За версією US News & World Report, коледж займав перше місце в країні 6 разів і на даний момент розташовується на 3-му місці серед коледжів вільних мистецтв США, а в національному рейтингу коледжів вільних мистецтв США газета Washington Monthly поставила коледж Свортмор на 6 місце.
У 2021 році видавництво Academic Influence помістило коледж Свортмор на перше місце серед вищих навчальних закладів вільних мистецтв та 11-е місце серед усіх ВНЗ США, які надають програми Бакалавріату.
У 2021 році тільки 7.8 % студентів (1021) з більш ніж 13 000, що подали заявку на навчання, були прийняті на навчання у коледж.